# Хорш-Арз-эр-Раб
Хорш-Арз-эр-Раб (араб. أرز الربّ‎, в переводе «божественный кедровый лес») — наименование кедрового леса, который находится в Ливане в районе Згарта провинции Северный Ливан. Вместе с долиной Вади-Кадиша (Священная долина) является объектом Всемирного наследия ЮНЕСКО.

## История
Божественный кедровый лес — один из крупнейших районов естественного произрастания ливанского кедра в наши дни. Ранее кедровые леса занимали обширные территории Ливанского нагорья, но вследствие интенсивных многовековых вырубок кедр сохранился на территории Ливана лишь в виде небольших изолированных массивов — например, в кедровом заповеднике Эш-Шуф и в долине Вади-Кадиша, где они произрастают в труднодоступных местах на высоте 2000 метров над уровнем моря. В настоящее время самыми старыми в Божественном кедровом лесу считаются четыре дерева высотой около 35 метров и длиной окружности ствола от 12 до 14 метров.
В 1876 году 102 гектара реликтового леса были обнесены высокой каменной стеной для защиты молодых кедровых всходов от горных коз. Строительство стены финансировала английская королева Виктория.
В 1998 году Божественный кедровый лес был включён в реестр Всемирного наследия ЮНЕСКО.
В настоящее время массив Арз-эр-Раб находится под строгой охраной. Его можно посетить только по особому разрешению властей.

## Галерея

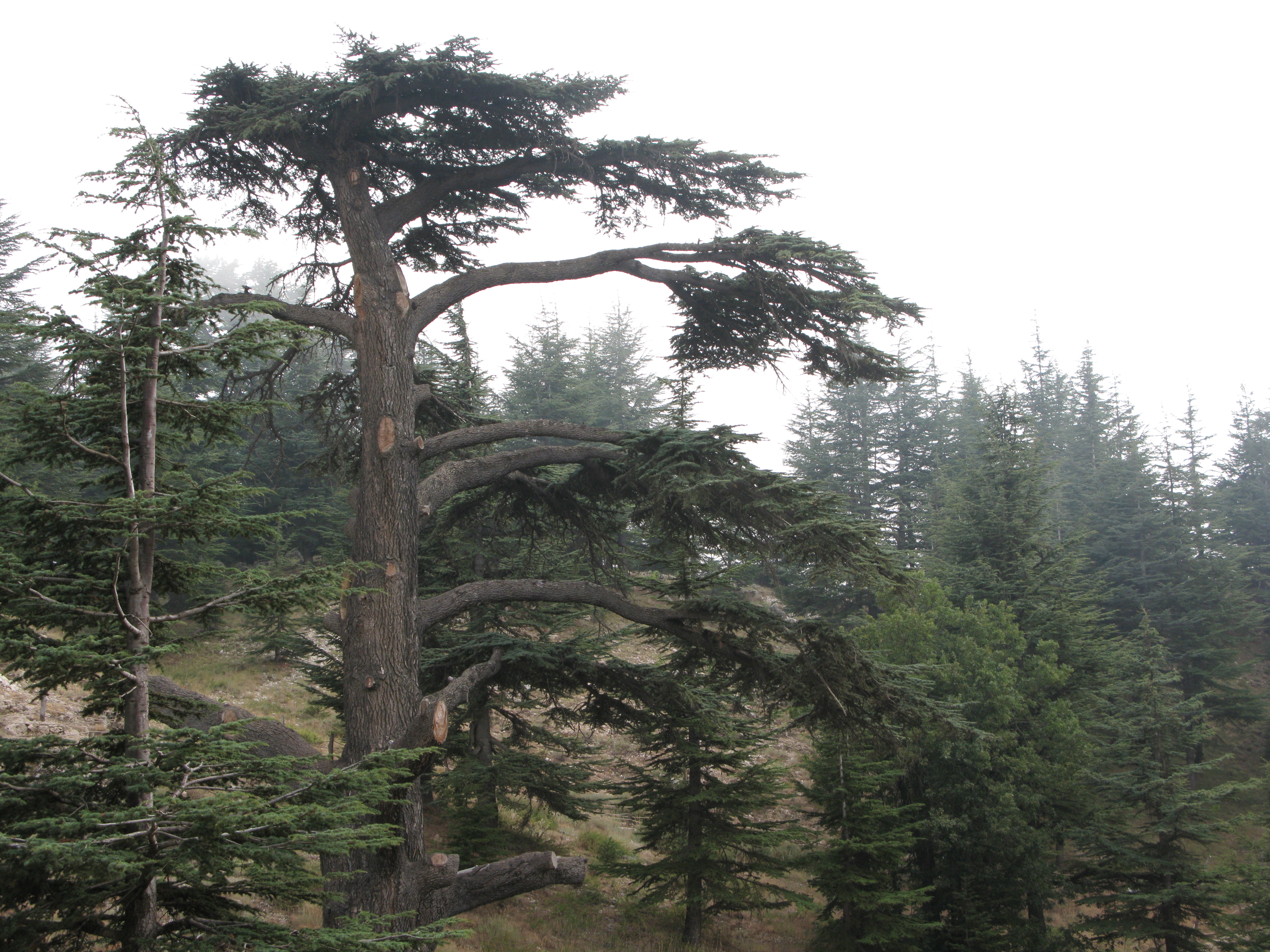
Кедровые деревья
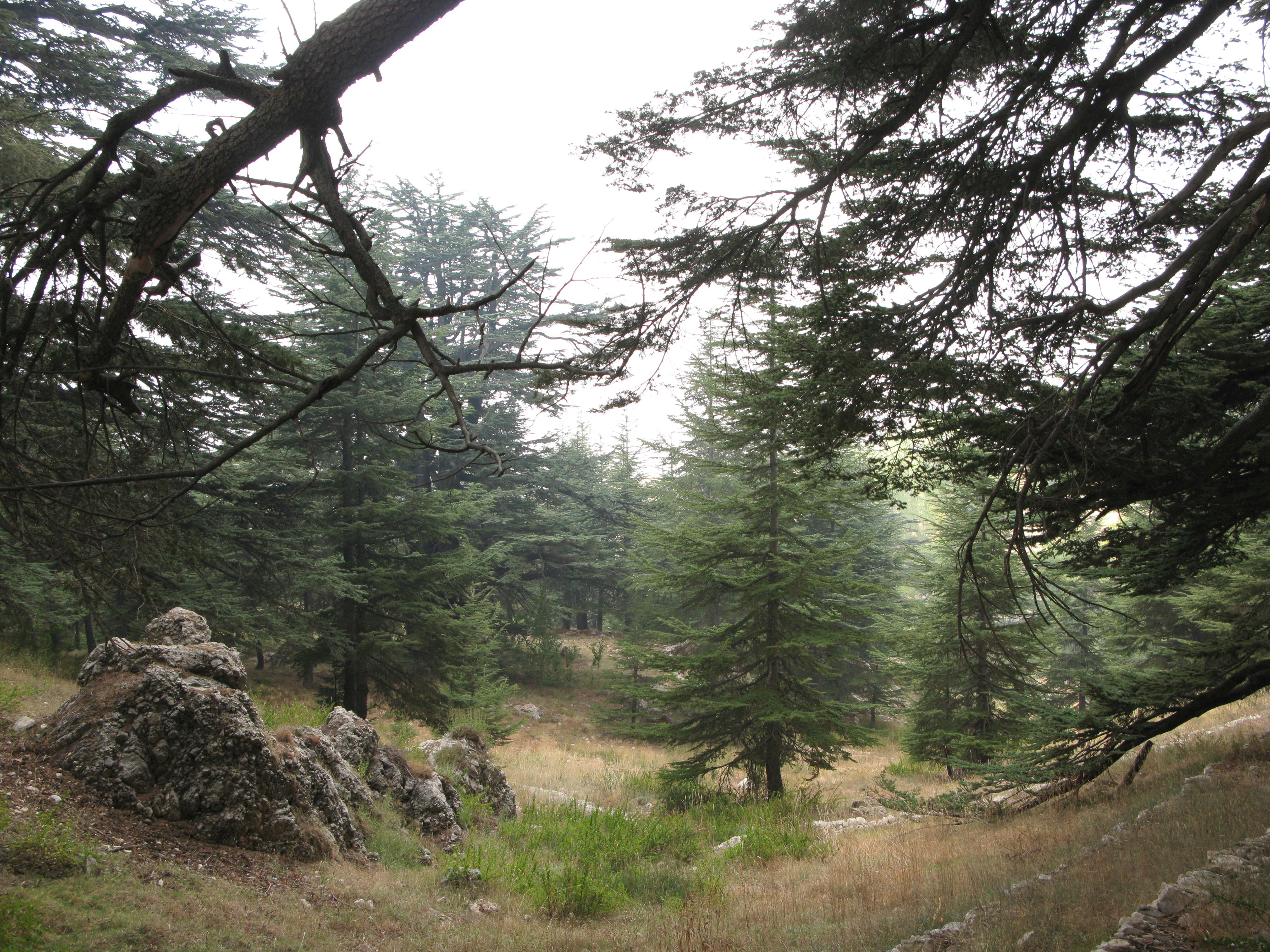
Кедровый лес
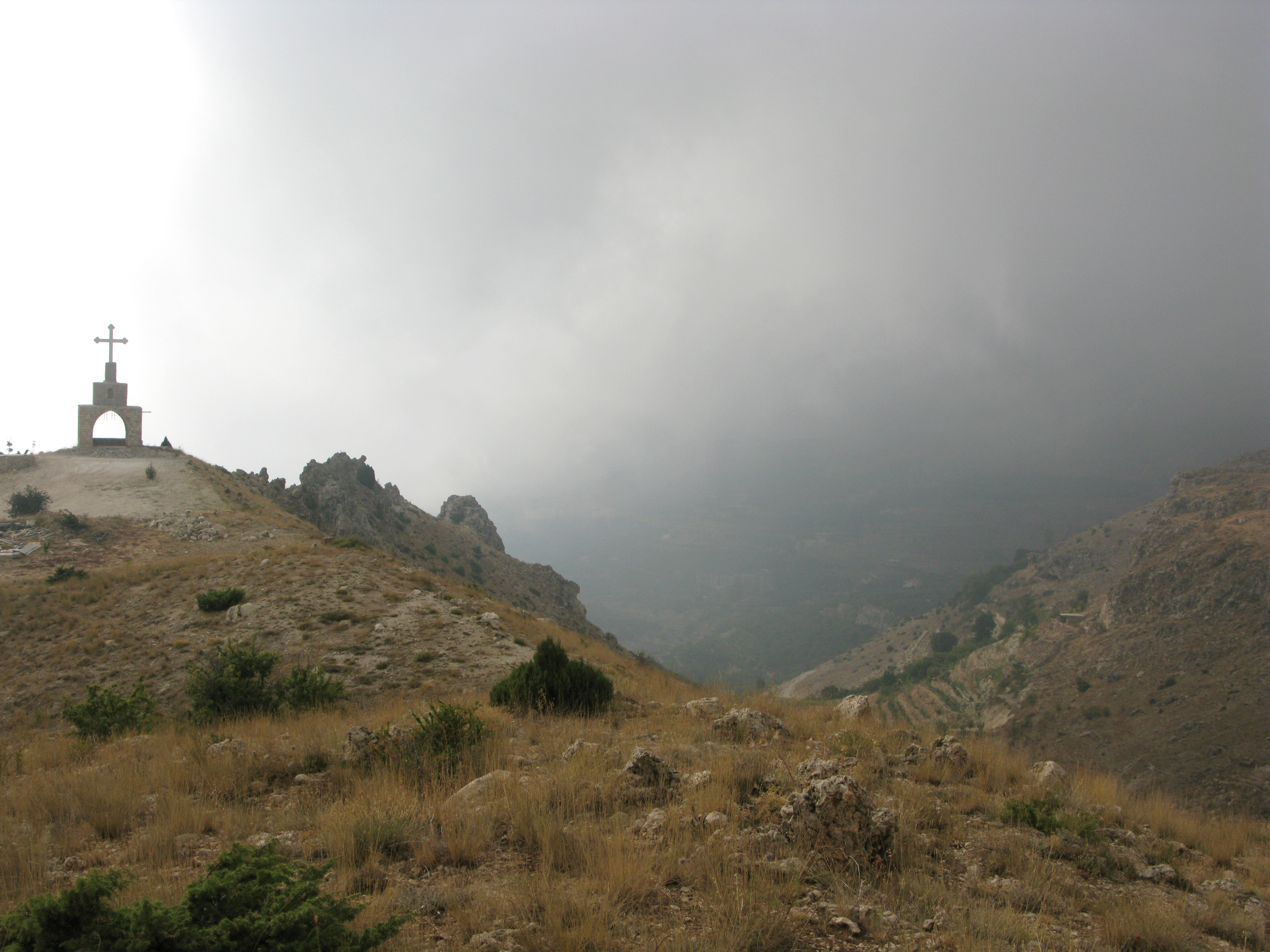
Склоны Ливанского хребта в районе кедрового леса
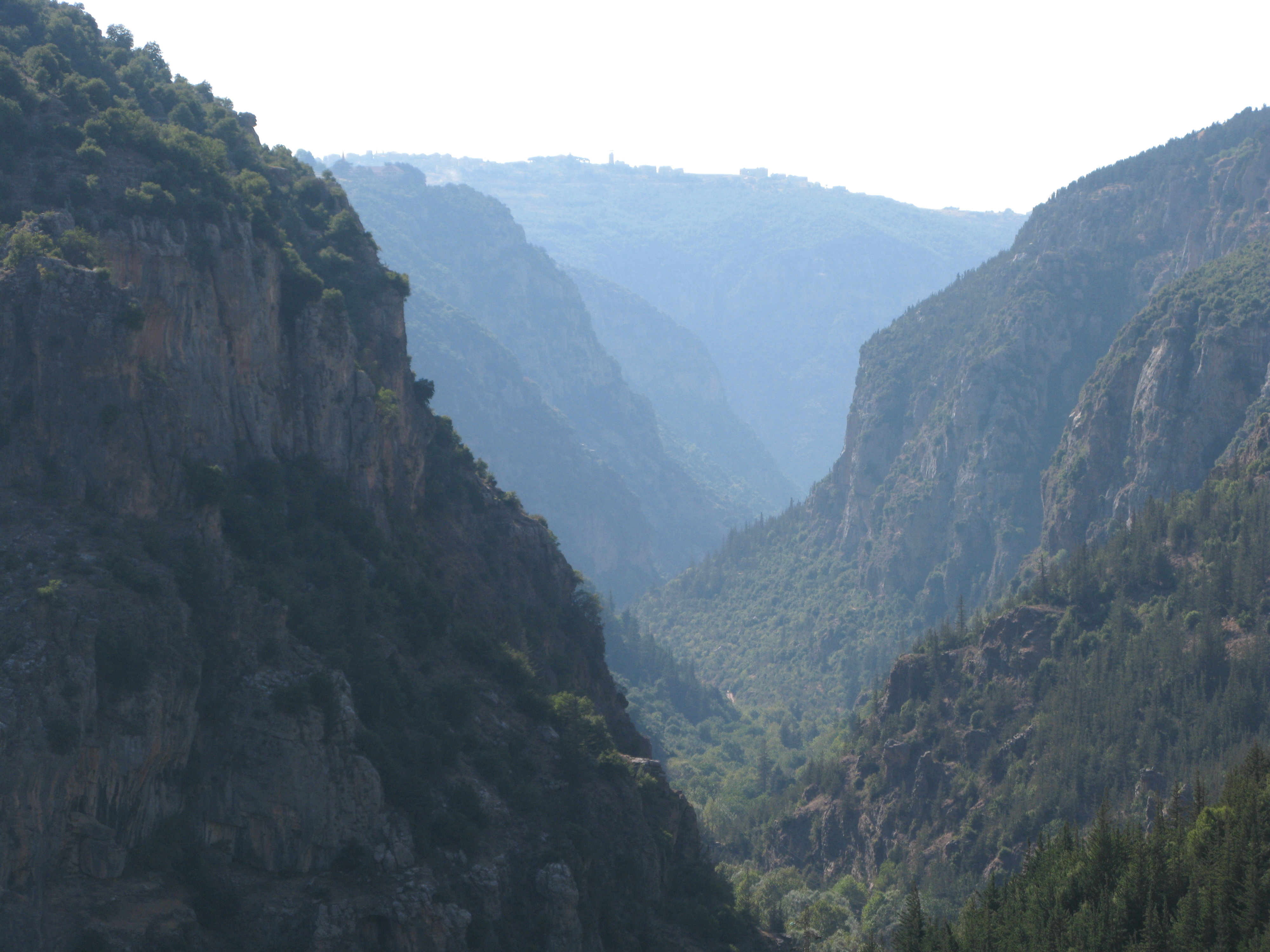
Долина Кадиша
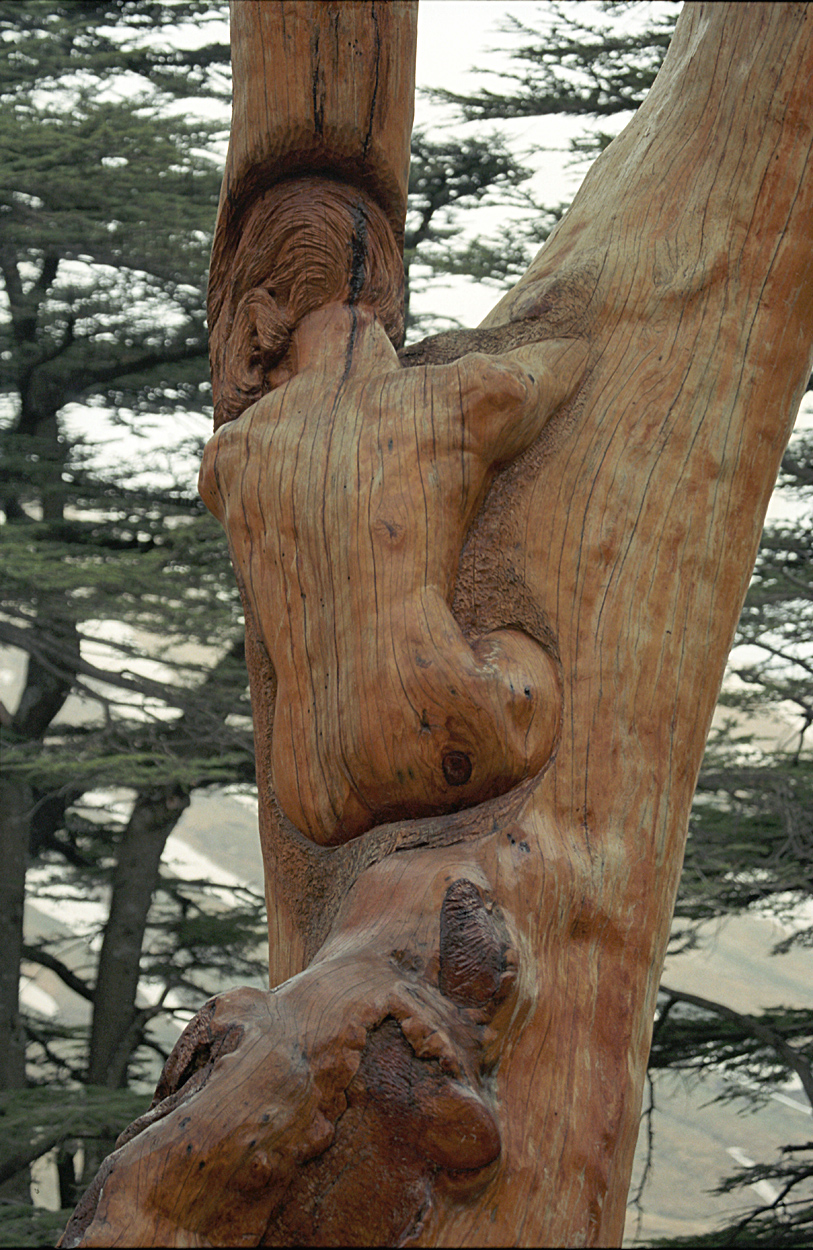
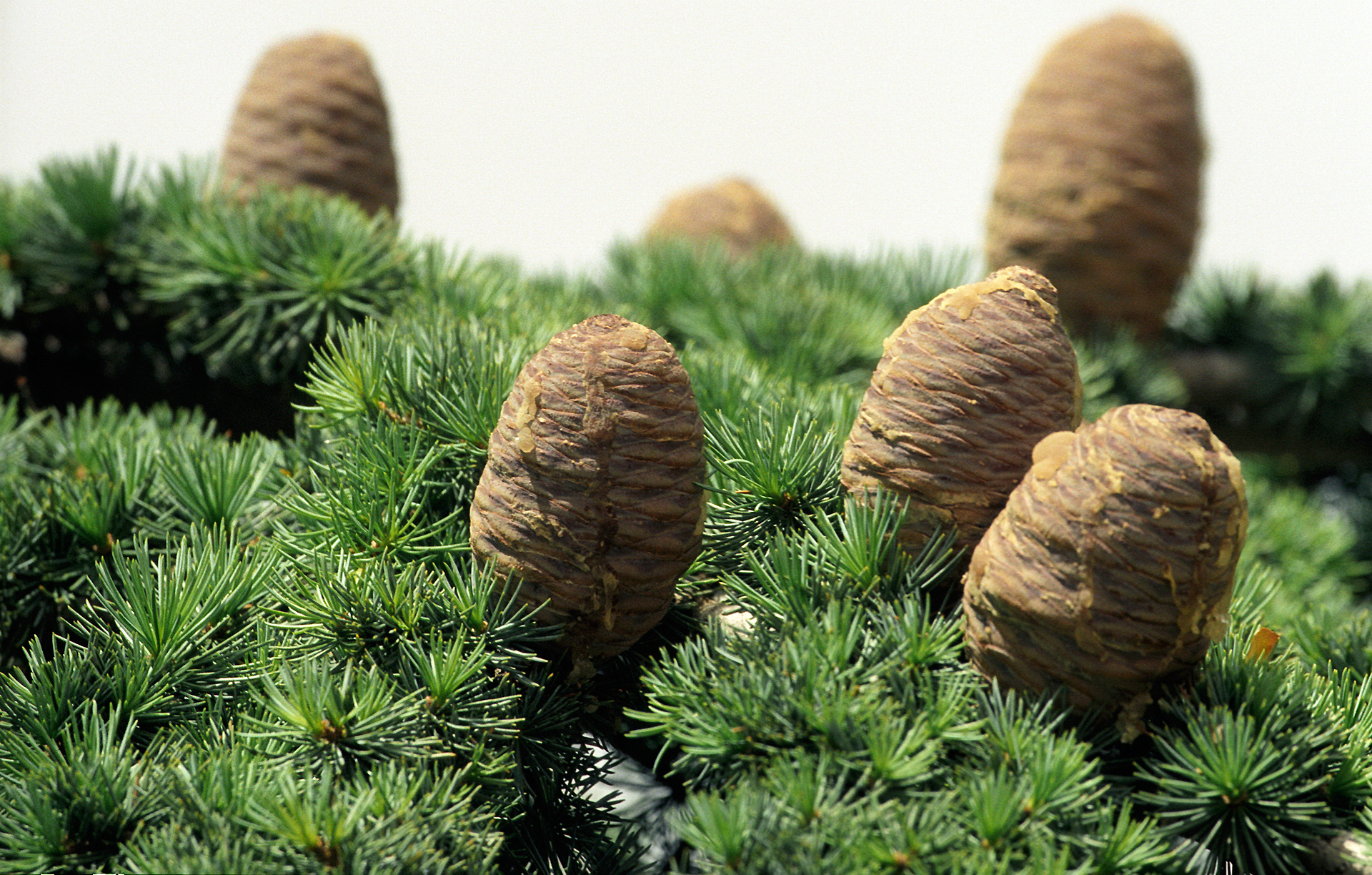
Шишки